# Esham
Rashaam Attica Smith, más conocido por su nombre artístico Esham (acrónimo en inglés de East Side Hoes And Money), es un rapero estadounidense proveniente de Detroit, Míchigan. Gracias a su álbum debut Boomin' Words from Hell, lanzado mientras estaba en segundo grado, hace a Smith uno de los creadores del horrorcore, rap rock, rap metal y death rap. Desde el lanzamiento de Boomin' Words from Hell, ha lanzado doce álbumes de estudio, seis extended play y tres de compilación. Smith cofundó el sello discográfico independiente Reel Life Productions, y formó el grupo Natas con los raperos locales Mastamind y TNT.

## Estilo e influencias
Esham refiere principalmente a su estilo del funcionamiento como acid rap, comparando las líricas a las alucinaciones producidas por la LSD. Su estilo también se le cataloga principalmente en el hardcore rap, gangsta rap, rap metal, rap rock, death rap y horrorcore, que da un toque más agresivo líricamente. Las líricas de Smith se han centrado en temas tales como muerte, uso de la droga, mal, paranoia y sexo, y han incluido referencias a Satan. Generalmente incorpora una base de rock y metal.
Después de las de las acusaciones sobre Satanismo, Smith decidía que el ataúd cerrado sería el álbum pasado para ofrecer tales temas, y que él criticaría mordazmente no más sobre el diablo. Según Smith_ "Yo he podido entretener a la gente por 20 años. Apenas intento ahora elevar gente. Las últimas cosas que hago, yo he intentando salir un mensaje a la gente, mientras que lo entretiene al mismo tiempo".[cita requerida]
Entre los artistas que han sido influenciados y/o inspirados en su música se encuentran: Kid Rock, D12, Insane Clown Posse, King Gordy, Artfull Dodgers, Necro, Eminem, Twiztid, Anybody Killa y Madrox.

## Discografía
- Boomin' Words from Hell (1989)
- Judgement Day (1992)
- KKKill the Fetus (1993)
- Closed Casket (1994)
- Dead Flowerz (1996)
- Bruce Wayne: Gothom City 1987 (1997)
- Mail Dominance (1999)
- Tongues (2001)
- Repentance (2003)
- A-1 Yola (2005)
- Sacrificial Lambz (2008)
- I Ain't Cha Homey (2009)
- Hellaween: Pure Horror (2009)
- Suspended Animation (2010)
- DMT Sessions (2011)
- Venus Fly Trap LP (2012)